# Ambrogio Ciranna
Ambrogio Ciranna (Forenza, 7 maggio 1940 – Roma, 30 luglio 2014) è stato uno scultore italiano.

## Biografia
Ambrogio Ciranna è nato a Forenza, in provincia di Potenza, in una famiglia contadina. È il quarto di cinque figli e, come da generazioni succede nella sua famiglia, è destinato a lavorare la terra. I boschi, il duro lavoro nei campi, gli animali da accudire diventano il primo nutrimento della sua ispirazione. Privo di mezzi, con l’accetta incide le cortecce degli alberi dando forma a volti, animali, scorci di paesaggi rurali. Ha quasi vent'anni quando decide di lasciare la Basilicata per seguire un sogno ancora incerto, ma urgente. Scappa di casa e arriva a Roma: prima viene accolto nell'istituto della Società San Paolo, dove apprende il lavoro di tipografo, poi studia al Liceo artistico Ripetta. Roma rappresenta la scoperta del "bello" e dell'arte: studia, disegna dal vero, inizia a modellare la creta. Diplomatosi, stretto tra necessità e aspirazioni, nel Sessantotto si iscrive alla Facoltà di Architettura di Valle Giulia, ma disorientato, nel caos della contestazione studentesca, abbandona gli studi. Lavora per brevi periodi in Arabia Saudita e in Germania, poi rientra in Italia stabilendosi definitivamente a Roma. Dopo alcuni anni di insegnamento, lascia il mondo della scuola per dedicarsi esclusivamente alla scultura. Si occupa di restauro e di arte sacra. Dedica parte della sua attività come maestranza nella realizzazione di scenografie per cinema, per il teatro e per la tv. Sono gli anni delle ultime grandi produzioni internazionali negli studi di Cinecittà, che ospita oggi alcune sue sculture nel set permanente di Roma (serie televisiva) ideata da Bruno Heller. Unisce alla padronanza nella modellazione la conoscenza dei materiali e delle tecniche più varie: dallo sbalzo alla galvanostegia, dalla fusione a cera persa alla lavorazione del legno, del polistirolo, della marmo-resina. Nel contempo coltiva la propria ricerca artistica nella convinzione che l’arte sia chiamata a rappresentare l’uomo nella relazione intima e profonda con la realtà invisibile che lo circonda. Il carattere schivo e la noncuranza verso la critica limitano la sua disponibilità a mostre personali e collettive, a cui partecipa raramente e con estrema riluttanza. Nel 1987 riceve il Trofeo "Medusa Aurea" per le arti figurative dall'Accademia Internazionale d'Arte Moderna con la scultura dal titolo "L'imprudenza", opera dedicata all'angoscia dell'uomo contemporaneo di fronte alla minaccia nucleare, a pochi mesi dal disastro di Černobyl' e alla vigilia della fine della guerra fredda con il crollo del blocco sovietico.

## Arte sacra e restauro
- 1982, Restauro Santuario Basilica Madonna delle Grazie e S. Maria Goretti, Nettuno, (Roma)
- 1987, Corteo storico San Nicola di Bari
- 1996, Madonna del Rosario, Chiesa parrocchiale di Guarcino, (FR)
- 1998, Santa Giusta, Cittareale (RI)
- 1999, Statua di Sant’Antonio, Centro fisioterapico Tuscolano, (Roma)
- 2001, Restauro Santuario Madonna di Capodacqua, Cittareale (RI)

## Scultura e realizzazione di scenotecnica

### Cinema
- 1969, Nell’anno del Signore…, regia di Luigi Magni, scenografia di Carlo Egidi
- 1976, Il Casanova, regia di Federico Fellini, scenografia di Danilo Donati e Federico Fellini
- 1979, Io, Caligola, regia di Tinto Brass, scenografia di Danilo Donati
- 1980, La città delle donne, regia di Federico Fellini, scenografia di Dante Ferretti
- 1984, C’era una volta in America, regia di Sergio Leone, scenografia di Carlo Simi
- 1985, Claretta, regia di Pasquale Squitieri, scenografia di N. Losio
- 1985, Ginger e Fred, regia di Federico Fellini, scenografie di Dante Ferretti
- 1985, Ladyhawke, regia di Richard Donner, Art directory Ken Court, architetto Giovanni Natalucci
- 1986, Il nome della rosa, regia di Jean-Jacques Annaud , scenografia di Dante Ferretti
- 1986, Salomé, regia di Claude D’Anna, scenografia di Giantito Burchiellaro
- 1987, L’intervista, regia di Federico Fellini, scenografia di Danilo Donati
- 1987, Il siciliano, regia di Michael Cimino, scenografia a cura di Wolf Kroeger
- 1988, La prigione del diavolo (Catacombs), regia di David Schmoeller, scenografia di Giovanni Natalucci
- 1989, Arena, regia di Peter Manoogian, scenografia di Giovanni Natalucci
- 1996, Ritratto di signora, regia di Jane Campion, scenografia di Janet Patterson
- 1999, Sogno di una notte di mezza estate, regia di Michael Hoffman, scenografia di Luciana Arrighi
- 1999, Il talento di Mrs Ripley, regia di Anthony Minghella, scenografia di Bruno Cesari
- 2003, La setta dei dannati (The Order), regia di Brian Helgeland, Art direction Branimir Babic e co-art direction Domenico Sica
- 2004, L’esorcista: la genesi, regia di Renny Harlin, scenografia di Stefano Maria Ortolani

### Teatro
- 1978 Cyrano, regia di Daniele D’Anza, scene di Bruno Garofalo
- 1979, La Traviata, regia e scenografia di Franco Zeffirelli, Teatro Municipal di Rio de Janeiro
- 1979, La Traviata, regia scene e costumi di Giulio Coltellacci, Arena di Verona
- 1979, Pipistrello, operetta musicale con regia e coreografie di Roland Petit con Zizi Jeanmarie, Montecarlo, scene di Giulio Coltellacci
- 1979, Turandot, regia di Mauro Bolognini, scene e costumi di Mario Garbuglia, Arena di Verona
- 1981, Sant’Alessio di Stefano Landi, regia di Sandro Sequi, Teatro Valle di Roma, Festival Barocco di Roma, scenografie di Giovanni Agostinucci
- 1981, Amadeus, ovvero Mozart e Salieri, Teatro di Roma, regia di Giorgio Pressburger
- 1981, Il cardinale Lambertini, regia di Luigi Squarzina, scene di Pier Luigi Pizzi, Teatro Argentina di Roma
- 1984, Tosca, regia e scenografia di Franco Zeffirelli, Metropolitan di New York
- 1985, Giulio Cesare (in Egitto), opera in tre atti di Nicola Haym, musica di Georg Friedrich Handel; Teatro dell’Opera di Roma; regia Alberto Fassini, scene Anne e Patrick Poirier
- 1987, Roberto Devereux di Donizetti, regia scene e costumi di Pietro Zuffi, Teatro San Carlo di Napoli
- 1991, Faust, frammenti prima parte e Faust, frammenti, seconda parte, regia di Giorgio Strehler
- 1998, Aida, regia scene e costumi Franco Zeffirelli, Teatro Nazionale di Tokyo

### Televisione
- 1980, Studio ’80, regia di Antonello Falqui
- 1984, Pubblicità Kodak, Kodakettes, regia di Jean-Paul Goude, scenografia di Beppe Mangano
- 1984, Fantastico 5, Rai Uno, regia di Luigi Bonori, condotto da Pippo Baudo, scenografia di G. Castelli
- 1994, Serata mondiali, Rai Uno, regia di Paolo Beldì, condotto da Alba Parietti
- 1996, La zingara, Rai Uno, regia di Gianfranco Di Pasqua
- 1998, Ciao Darwin, Canale 5, regia di Beppe Recchia, condotto da Paolo Bonolis, scenografia di Claudio Brigatti
- 2002, Alta Moda 2002, serata di Gala inaugurale in Campidoglio, regia di Giuliano Montaldo, scenografie di Domenico Sica, condotto da Milly Carlucci
- 2005, Rome, serie tv creata da Bruno Heller, prodotta da HBO, BBC e Rai Fiction, scenografia di Joseph Bennett

## Mostre
- 1971 Rame sbalzato a mano, Eur Arte, a cura di Petrof Asana, Roma
- 1986 Il sogno di un uomo libero, Forenza (Pz)
- 1986 Il sogno di un uomo libero, Museo diocesano, Potenza (Pz)
- 1986 Il sogno di un uomo libero, L’Agostiniana, Piazza del popolo, Roma
- 1986 Mostra collettiva artistica in occasione del XVI Centenario della conversione di S. Agostino, L’Agostiniana, Piazza del popolo, Roma
- 1986 Manifestazione per la pace, Fondi (Lt)
- 1988 Mostra collettiva artistica in occasione del XVI Centenario della morte di S. Monica, L’Agostiniana, Piazza del popolo, Roma
- 1989 Mostra collettiva Armonie d’autunno, Accademia Tiberina, Roma
- 1990 Italia ’90. Bellezze di Roma e del Lazio nell'arte contemporanea, L’Agostiniana, Piazza del popolo, Roma
- 1990 Cimento: prospettive di arte contemporanea, Centro letterario del Lazio, Roma
- 1999 IV Rassegna di arte e artigianato sacro nel Lazio, Roma
- 2014, Mostra collettiva, Cruci Splendor scultura sacra, curata da Don Vitantonio Telesca, Galleria civica, Potenza
- 2019, Mostra collettiva Dalla Passione alla Resurrezione, curata da Don Vitantonio Telesca, Cappella dei Celestini, Potenza